# Runic Games
Runic Games — частная компания, занималась разработкой и издательством компьютерных игр, основана в 2008 году. Основатели — Тревис Бэлдри (создатель Fate), Макс и Эрик Шеферы, сооснователи компании Blizzard North (серия игр Diablo), Питер Ху и команда Flagship Studios Seatle (разработчики Mythos). Являлась дочерней компанией Perfect World Entertainment.
3 ноября 2017 года Perfect World объявила о закрытии Runic Games.

## Игры студии

### Torchlight(2009)
Torchlight — компьютерная игра жанра hack and slash RPG/hack and slash в стилистике фэнтези, разработанная Runic Games и изданная Perfect World Entertainment совместно с Encore, Inc. Цифровая Windows-версия игры стала доступной для скачивания 27 октября 2009 года. 5 января 2010 года была выпущена также коробочная версия для Windows. Версия для Mac OS X появилась 12 мая 2010 года.

### Torchlight II(2012)
Torchlight II — компьютерная игра в жанре RPG/hack and slash, вышедшая 20 сентября 2012 года. Является продолжением игры Torchlight 2009 года. Torchlight II разрабатывалась Runic Games и издана Perfect World Entertainment.

### Hob(2017)
Hob — компьютерная игра в жанре Action-adventure.